# Alice Balint
Alice Balint (nacida Alice Székely-Kovács; Budapest 1898 - Mánchester 1939) fue una psicoanalista húngara.

## Vida
La madre de Balint, Vilma Kovács, también había sido psicoanalista.
Balint también fue amiga de la infancia de Margaret Mahler. Se casó con Michael Balint, también psicoanalista, en 1920. Ambos pronto se mudaron de Hungría a Berlín. Sin embargo, regresaron a Budapest en 1924 y vivieron en el número 12 de la calle Mészáros, cinco pisos por encima de la Policlínica de la Sociedad Psicoanalítica Húngara, inaugurada en 1931.

## Carrera
Balint escribió el libro The Psychoanalysis of the Nursery, que se publicó por primera vez en húngaro en 1931, y luego en alemán, español, francés e inglés. Balint planeó traducirlo ella misma al inglés, pero falleció antes de poder hacerlo. Se publicó en inglés en 1953. Balint, su marido y su hijo se mudaron a Mánchester en 1939, al igual que muchos otros psicoanalistas húngaros que estaban asustados por la Segunda Guerra Mundial. Balint murió más tarde ese año a causa de una ruptura de aneurisma de aorta.
 Ella y su marido tuvieron un hijo, John A. Balint (1925–2016).